# Ісая (пророк)

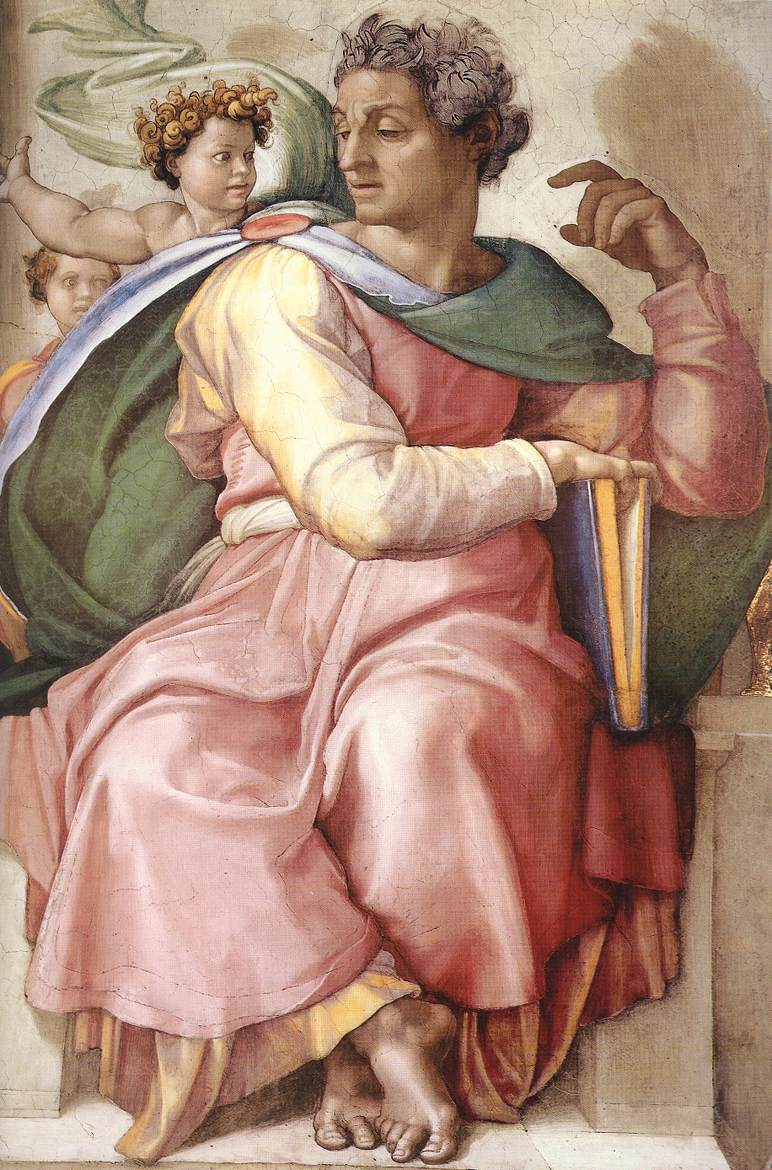
Мікеланджело. «Пророк Ісая», Сікстинська капела, Рим

Іса́я, Ісайя (івр. יְשַׁעְיָהוּ Єшая́гу — «посланий Богом»), син Амоса — пророк, належить до великих пророків Старого Завіту.

## Життєпис
Найбільший з усіх пророків Ізраїля Ісая, син Амоса, народився бл. 765 р. до Христа в Єрусалимі. Походив він з високої аристократичної родини; пророкував за чотирьох царів: Уззії, Йотама, Ахаза та Єзекії протягом 40 років (740—700), не покидавши Єрусалиму.
Були то тяжкі часи для Юдейської держави, коли молода, повна сил Асирійська (Ашшур) імперія підбивала собі під ноги все навколо й у невпинному своєму войовничому запалі підійшла під самі мури Єрусалиму.
Роль Ісаї полягала в тому, щоб утішити й розважити земляків у нещасті. Він проповідував, щоб вони у боротьбі з асирійцями не покладались на Єгипет, не шукали людської допомоги, а надіялися єдино на допомогу Божу. Він проповідував Господнє слово близько сорока років у VIII ст. перед Різдвом Христовим. Про покликання на Божого пророка Ісая оповів у своїй пророчій книзі. За проповідування Божих наказів він багато терпів. Існує передання, що під час облоги Єрусалима ассирійцями Ісая молитвою добув з гори Сіон джерело, яке він назвав «Силоам», тобто «послане від Бога».
Загинув пророк мученицькою смертю 696 до н.е. року. За наказом юдейського царя Манасії, який поклонявся язичницьким, Ісаю поклали в дуплаву колоду та перерізали пилою вздовж тіла.
Ісая викривав сучасного йому юдейського царя Манасію, який, будучи нечестивим, поставив жертовники язичницьким ідолам у храмі Соломоновому, хоча, наприкінці свого життя Манасія, захоплений у полон і кинутий у в'язницю, покаявся і випросив прощення в Бога. Під впливом свого нечестивого царя юдейський народ став зовсім забувати істинного Бога. Юдеї навіть перестали святкувати Пасху та інші, встановлені Мойсеєм, свята.